# Заворушення в Молдові (2009)
Заворушення в Молдові 2009 року, Цегляна Революція розпочалися 7 квітня 2009 після оголошення результатів парламентських виборів. Безлади поширилися на Кишинів та Бельці.

## Хронологія
7 квітня мітинг переріс у заворушення, в ході яких мітингувальники захопили президентський палац. Поліція з невідомих причин залишила об'єкт, що охоронявся. Невідомі особи поставили над входом прапор Румунії, а на шпилі над будівлею — прапор Євросоюзу. Лідери опозиції засудили такі дії і назвали це провокацією. . Також було захоплено будівлю Парламенту Молдови, після погрому в ньому був підпалений перший поверх . З обох боків поранено 30 чоловік. За повідомленнями деяких ЗМІ, мітинг в Кишиневі завершився домовленостями між опозицією і владою Молдови про перерахунок голосів протягом 10 днів. Одночасно в столиці було відключено телемовлення, мобільний зв'язок і заблоковані інформаційні сайти. Потрапити на молдовські сайти також неможливо з-за меж країни.
За твердженнями очевидців, мали місце випадки вандалмізму і мародерства — частина меблів, винесених з будівлі парламенту, була розтягнута спостерігачами і учасниками подій. До вечора 7 квітня поліція стояла живим щитом навколо адміністративних будівель, але не контролювала підходи до бульвару Штефана чел Мере. Внутрішні війська, також задіяні в заходах щодо стабілізації ситуації, застосовували сльозоточивий газ і водомети. Близько години в Кишиневі були проблеми з мобільним зв'язком, проте він був скоро відновлений. В цілому в столиці зберігалася спокійна обстановка. У звичайному режимі працювали магазини, кафе і ресторани.

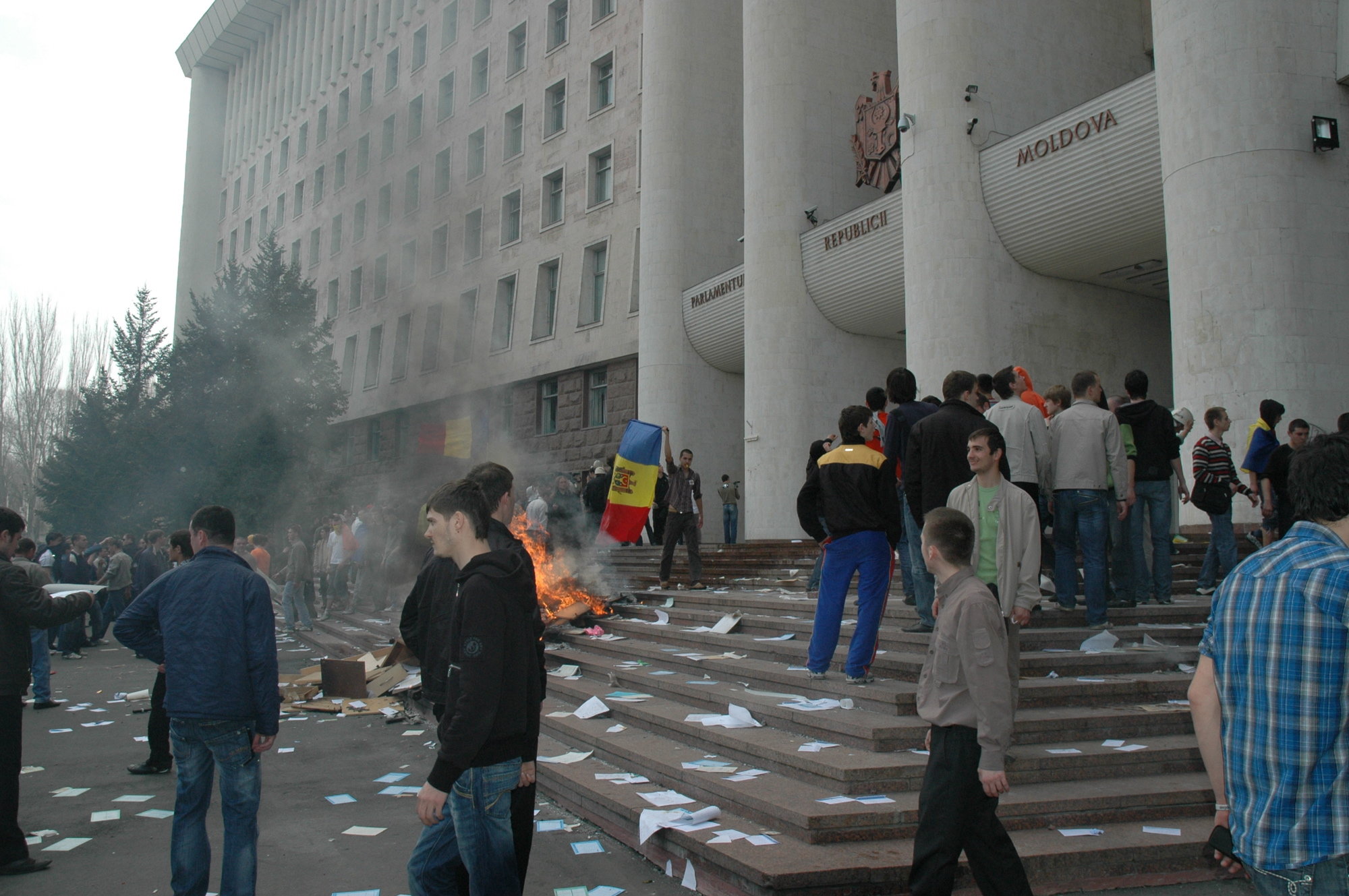

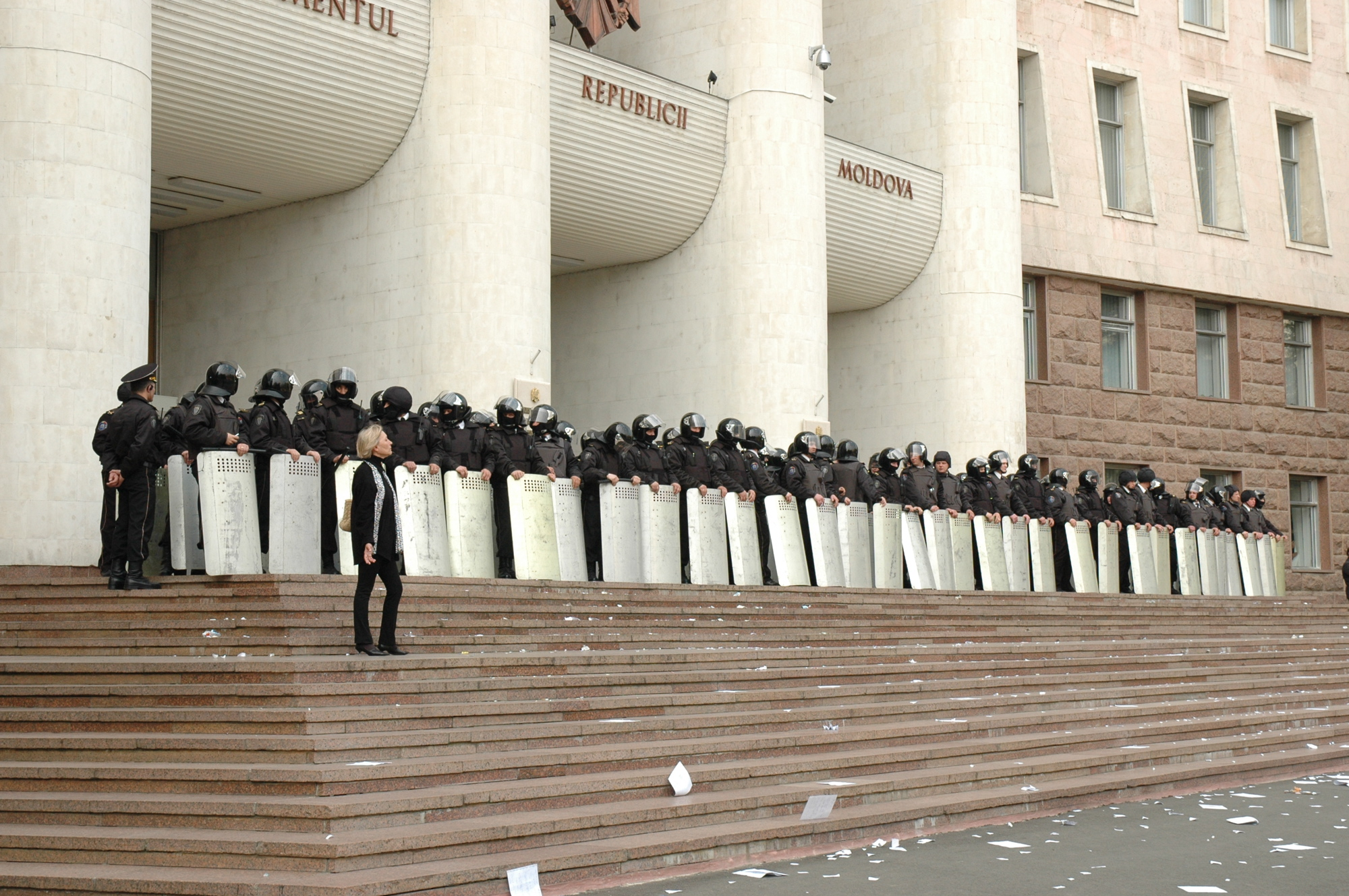

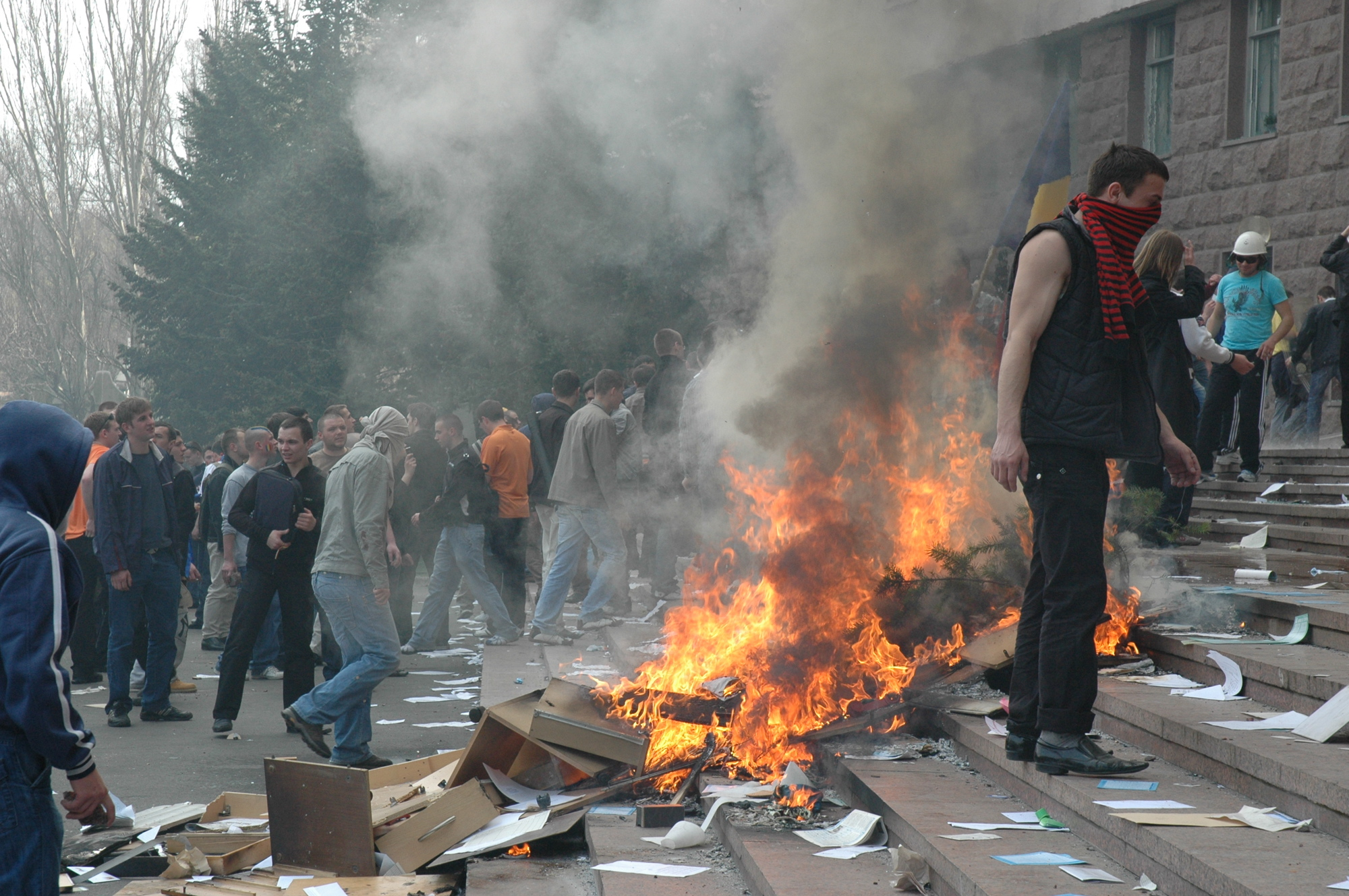

Згодом Президент В.Воронін фактично визнав, що будівлі Президентури і Парламенту були залишені маніфестантам свідомо. Секретар ЦВК Юрій Чокан спростував твердження про те, що комісія почне перерахунок голосів. Лідер Ліберальної партії Дорін Киртоаке заявив, що відмовляється від досягнутих раніше домовленостей з владою і вимагає проведення повторних виборів до парламенту, а не перерахунку голосів.
Володимир Воронін заявив в телезверненні до народу, що «невміння програвати в чесному демократичному змаганні, повна зневага до права, до відкритого волевиявлення народу нашої країни, до європейських стандартів і цінностей штовхнули лідерів опозиції на шлях тяжкого злочину проти Молдови. З сьогоднішнього ранку Влад Філат, Міхай Гимпу, Серафим Урекян фактично очолили штаб, який розпоччав реалізацію антиконституційного перевороту в республіці».
Увечері 7 квітня перед будівлею парламенту горіло багаття, в якому спалювалося все, що демонстранти викидали з вікон будівлі. Протестанти повністю захопили будівлю парламенту. Учасники безладів розкривали сейфи зі службових приміщень парламенту, а документи спалювали або викидали. Вони спорожнили подарункові пляшки з дорогим алкоголем з депутатських кабінетів, білі шкіряні крісла із залу прийомів винесли на вулицю, використовуючи їх для відпочинку.
До півночі пожежа в будівлі парламенту Молдови була погашена. Учасники мітингу в центрі Кишинева почали розходитися, на площі залишилося кілька сотень людей. Міністерство освіти випустило директиву, що зобов'язує навчальні заклади столиці не допустити участі молоді у вуличних акціях. Згідно з директивою учні і студенти столиці 8 квітня до 15:00 повинні знаходитися в навчальних закладах.
Ініціативна група, в яку входить вислана з Росії журналістка Наталя Морар, що закликала до акції протесту, що вилилася в зіткнення з поліцією, звинуватила лідера ліберально-демократичної партії Володимира Філата в організації масових заворушень.
Експерт Би-бі-сі Марк Григорян вважає, що кишинівські події не укладаються в схему «кольорових революцій», оскільки не було протестів, що проходили протягом декількох тижнів, не було молодіжної організації, схожої з «Кмарой» або «Деколи», не було і негативної оцінки виборів з боку західних спостерігачів. На думку молдавського аналітика Владислава Кульмінського, відмінність ситуації в Молдові від «кольорових революцій» ще і в тому, що лідери опозиції не контролюють групи молодих людей, які у вівторок захопили будівлю парламенту країни.
На екстреному засіданні уряду 8 квітня Владимир Воронін заявив про введення візового режиму для громадян Румунії і оголошення посла цієї країни персоною нон грата. За словами Вороніна, ці дії зроблені у відповідь на втручання Румунії у внутрішні справи республіки і участь румунських громадян безладно в Кишиневі.
На запит молдовської влади 9 квітня в Одесі були затримані громадяни Молдови Габріель Статі й Аурен Марінеску. Вони розшукувалися правоохоронними органами Молдови "за дії, скоєні з метою захоплення і насильницького утримання державної влади з порушенням Конституції Молдови". 16 квітня Статі й Марінеску були екстрадовані з України на батьківщину.

## Рішення Конституційного суду
Дочекавшись офіційного оголошення результатів виборів ЦВК, Конституційний суд Молдови на екстреному засіданні в неділю, 12 квітня, постановив протягом 9 діб перерахувати голоси на виборах до парламенту. З проханням про повний і транспарентний перерахунок голосів до Конституційного суду звернувся лідер Компартії, яка перемогла на виборах, президент Молдови Володимир Воронін.
Опозиція звинувачувала владу в наявності в списках виборців численних мертвих душ і відсутніх громадян. На її думку, перерахунок голосів не дасть нічого, натомість створить нові ризики фальсифікацій при пересуванні бюлетенів. Натомість контролю мають піддатися списки виборців.
Оголошений 17 квітня перерахунок голосів на виборах в законодавчі збори Молдови не змінив розстановку сил в новому складі парламенту. Нові дані відрізнялися від підсумків першого підрахунку голосів на соті долі відсотка, у результаті перемогу на виборах отримали комуністи: комуністи одержать 60 мандатів, ліберали і ліберал-демократи — по 15, альянс "Наша Молдова" — 11.